# Julian Antoni Szostakowski
Julian Antoni Szostakowski, (ros.) Антоний Шостаковский (ur. 1840 w guberni witebskiej, zm. 13 listopada?/25 listopada 1871 w Permie) – ksiądz, doktor teologii. Pierwszy proboszcz parafii rzymsko-katolickiej w Permie w latach 1864 –1871.

## Życiorys
Urodził się w rodzinie ubogiej szlachty na terenie guberni witebskiej. Studiował w Mińsku, po seminarium duchownym ukończył kurs na Akademii Teologicznej w Petersburgu. Po święceniach kapłańskich został prefektem instytutu agronomicznego w Hory-Horkach w guberni mohylewskiej. 
Do Permu został zaproszony ze względu na istniejącą tam wspólnotę katolicką, która około lat 60. XIX w. zwróciła się do Ministerstwa Spraw Wewnętrznych o wysłanie księdza do Permu jako centrum bardzo rozległej guberni. Władze przychyliły się do prośby obywateli, ale dopiero po czterech latach skierowali księdza Szostakowskiego w charakterze kapelana, jednak faktycznie działał on tam jak proboszcz miejscowej parafii. Ks. Szostakowski odwiedzał wszystkie miasta powiatowe guberni w celu odprawiania nabożeństw, często bywał w takich miastach, jak Kungur, Solikamsk, Osa i Ochansk. Dzięki swoim staraniom po kilku latach uzyskał pozwolenie na budowę świątyni. Kościół katolicki w Permie pod wezwaniem Wniebowzięcia Najświętszej Maryi Panny został ostatecznie zbudowany w 1875 roku według projektu Rudolfa Józefa Karwowskiego, który przerobił wcześniejszy projekt architekta Edmunda Fricka. 
Ks. Szostakowski zmarł 13/27 listopada 1871 roku na tyfus, którym zaraził się po wizycie u chorego w szpitalu 8 listopada, nie zobaczywszy ukończonego kościoła.

## Epitafium
Ks. Szostakowski został pochowany na Cmentarzu Jegoszychińskim w Permie, w kwaterze katolickiej. Autorem inskrypcji na jego grobie, zapisanej w języku łacińskim, był zapewne sam duchowny:

D.O.M.
Hic jacet pecator Julius Antonius Szostakowski R.C.E sacerdos Curatus Permiensis. Mortuus est anno Dni 1871 die 13 Novembris. Credo quod Redemtor meus vivit et in no[v]issimo die resurectu rus sum. Deus propitius esto mihi pecatori. Viator ora pro me. Hodie mihi, cras tibi.

w tłumaczeniu na język polski (tłum. E. Krawczyk):

Panu Najlepszemu, Największemu
Tutaj leży grzesznik Julian Antoni Szostakowski, ksiądz Kościoła rzymsko-katolickiego, proboszcz Permski. Zmarł w roku pańskim 1871, 13 dnia listopada. Wierzę, że Zbawiciel mój żyje i w dniu ostatecznym zmartwychwstanę. Panie, zmiłuj się nade mną, grzesznikiem. Przechodniu, módl się za mną. Dzisiaj za mnie, jutro - za ciebie